# Märzisried
Märzisried ist ein Ortsteil der kreisfreien Stadt Kaufbeuren im bayerischen Allgäu. Das Dorf liegt südwestlich der Kernstadt von Kaufbeuren und südlich von Oberbeuren. Nördlich des Ortes verläuft die Staatsstraße 2055.

## Baudenkmäler

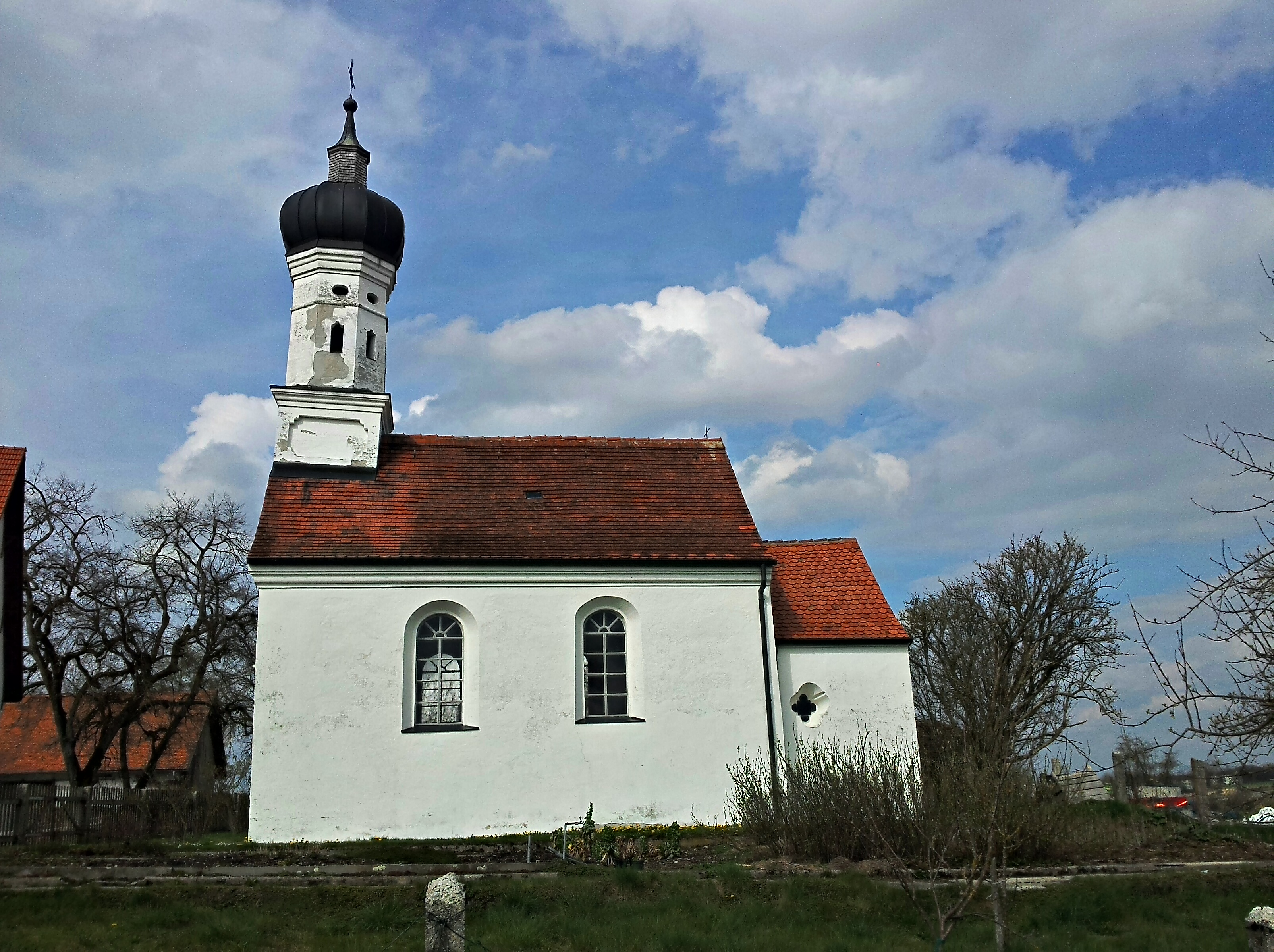
Katholische Kapelle St. Agatha

In der Liste der Baudenkmäler in Kaufbeuren ist für Märzisried die katholische Kapelle St. Agatha (Märzisried 5a) als einziges Baudenkmal aufgeführt.